# جمعية فيرمونت العامة
جمعية فيرمونت العامة (بالإنجليزية: Vermont General Assembly)‏ هي الهيئة التشريعية لفيرمونت، تتكون من المجلس الأعلى مجلس شيوخ فيرمونت 
الذي يضم 30 مقعداً، والمجلس الأدنى مجلس نواب فيرمونت .